# Амельченко, Анатолий Дмитриевич
Анато́лий Дми́триевич Аме́льченко (23 января 1940, Усть-Нем, Усть-Куломский район, Коми АССР, РСФСР, СССР ― 10 сентября 2005, Юнго-Кушерга, Горномарийский район, Марий Эл, Россия) ― советский и российский деятель культуры, кинорежиссёр. Организатор и руководитель киностудии «Юнга-фильм» Горномарийского района Марий Эл (1973―2005). Заслуженный работник культуры Российской Федерации (1992). Лауреат Премии Марийского комсомола имени Олыка Ипая (1988).

## Биография
Родился 23 января 1940 года в д. Усть-Нем ныне Усть-Куломского района Республики Коми. Через год после рождения переехал с семьёй на родину матери в д. Юнго-Кушерга Горномарийского района Марийской АССР.
С 1961 года ― заведующий Емелевским клубом, с 1969 года ― заведующий клубом в д. Юнго-Кушерга Горномарийского района Марийской АССР.
В 1973 году организовал киностудию «Юнга-фильм». Для творческого саморазвития выезжал на курсы и стажировки в Москву, Ленинград, Уфу, Казань и другие города СССР. Своими первыми учителями и наставниками считал С. И. Ильичёва, научного сотрудника Министерства культуры РСФСР, Л. С. Горина, заведующего кафедрой Ленинградского института культуры, оператора киностудии «Мосфильм» П. Н. Терпсихорова. Творческий дебют автора был связан с фильмом «Хорошее начало», рассказывающем о передовой телятнице местного колхоза «Коммунизм» К. В. Гавриловой. В 1972 году на Всероссийском смотре любительских фильмов в Москве эта работа была оценена высоко и удостоена Диплома II степени, а затем на Всесоюзном смотре ― Диплома III степени.
Всего кинорежиссёр создал более 100 игровых и документальных фильмом, многие из которых становились призерами всероссийских и международных конкурсов: удостоились 6 Гран-при и около 30 других наград! Студия кино «Юнга-фильм» была лауреатом Всесоюзного смотра любительских студий. Многие фильмы были показаны по Центральному телевидению в программе «Объектив»: «Звонкоголосая деревня», «Радуга над Юнгой», «Шаргеньы», «Откровение», «Здравствуй, утро моё!», «Свадьба в деревне», а также на марийском и чувашском телевидении. Известные такие его фильмы как «Первые шаги», кинорассказ «Битва за хлеб», фильм-зарисовка «В семье вольной, новой», киноэтюд «Узоры горных мари», очерковые картины «Сельский художник», «Садовод-любитель» и др. Автором сценариев многих фильмов кинорежиссёра стал горномарийский поэт, журналист, заслуженный работник культуры России и Марий Эл Н. П. Егоров, который посвятил этой совместной работе книгу «На экране «Юнга-фильм» (из опыта работы Юнго-Кушергинской сельской любительской киностудии «Юнга-фильм»).
В 1992 году ему присвоено почётное звание «Заслуженный работник культуры Российской Федерации». В 1988 году присуждена Премия Марийского комсомола имени Олыка Ипая.
Скончался 10 сентября 2005 года в д. Юнго-Кушерга Горномарийского района Марий Эл.

## Признание
- Заслуженный работник культуры Российской Федерации (1992)[1][2][3]
- Заслуженный работник культуры Марийской АССР (1980)[1][2][3]
- Премия Марийского комсомола имени Олыка Ипая (1988)[1][2][3]

## Память
- Документы, кинокамера, фотографии, газетные материалы А. Д. Амельченко ныне хранятся сейчас в фондах Краеведческого музея имени Н. Игнатьева в д. Чаломкино Горномарийского района Марий Эл[3][6].
- В ноябре 2023 года к 50-летию со дня основания на базе Юнго-Кушергского сельского клуба Горномарийского района Марий Эл любительской киностудии «Юнга-фильм» в Краеведческом музее имени Н. Игнатьева открылась выставка «Киностудии «Юнга-фильм» ― 50 лет»[7].